# Fluke (film)
Pour les articles homonymes, voir Fluke.
Pour plus de détails, voir Fiche technique et Distribution.
Fluke est un film américain sorti en 1995 aux États-Unis et en France, réalisé par Carlo Carlei.

## Synopsis
Tom et Jeff, amis et partenaires de travail, participent malgré eux à une course de voitures dans laquelle Tom trouve la mort. Réincarné en un chien surnommé Fluke, il cherche à savoir pourquoi son meilleur ami a provoqué sa mort. Mais il se rendra compte que l'histoire qu'il croyait être juste, s'avère être plus différente.

## Fiche technique
- Réalisation : Carlo Carlei
- Scénario : Carlo Carlei et James Carrington
- D'après le roman éponyme de James Herbert, publié en 1977.
- Production : Paul Maslansky et Lata Ryan
  - Production déléguée : Tom Coleman et Jon Turtle
- Musique originale : Carlo Siliotto
- Photographie : Raffaele Mertes
- Montage : Mark Conte
- Décors : Hilda Stark
- Costumes : Elisabetta Beraldo (it)
- Société de production : Metro-Goldwyn-Mayer (MGM) - Rocket Pictures
- Langue : Anglais
- Genre : Comédie dramatique et fantastique
- Durée : 96 minutes
- Pays :  États-Unis
- Format : couleur - 1,85 : 1
- Date de sortie : 
  -  États-Unis : 2 juin 1995

## Distribution
- Matthew Modine (VF : Bernard Gabay) (VQ : Pierre Auger) : Thomas P. Johnson / Fluke (voix)
- Nancy Travis (VF : Rafaèle Moutier) (VQ : Johanne Léveillé) : Carol Johnson
- Eric Stoltz (VF : Jean-François Vlérick) (VQ : Sébastien Dhavernas) : Jeff Newman
- Max Pomeranc (VF : Jim Redler) : Brian Johnson
- Ron Perlman (VF : Sylvain Lemarié ; VQ : Jean-Marie Moncelet) : Sylvester
- Jon Polito (VF : Michel Modo) (VQ : Jean Fontaine) : le patron
- Bill Cobbs (VF : Robert Liensol) (VQ : Victor Désy) : Bert
- Collin Wilcox Paxton (VQ : Yolande Roy) : Bella
- Federico Pacifici : Professeur Santini
- Samuel L. Jackson (VF : Richard Darbois) (VQ : Yves Corbeil) : Rambo (voix)